# Max Lange (Go-Spieler)
Max Lange (in der Literatur oftmals Max Lange 2 genannt; * 25. April 1883 in Stettin; † 1. September 1923 in Kantō) war ein deutscher Mathematiker und Go-Spieler. Er spielte zwar auch Schach, war jedoch nicht mit dem anderen Schachspieler Max Lange (1832–1899) verwandt. Lange war der Schwager von Felix Dueball.
Lange war wissenschaftlicher Mitarbeiter der Firma Optische Anstalt C. P. Goerz in Berlin. 1909 wurde er an der Universität Rostock promoviert. 1920 zog er nach Japan, wo er Opfer des Kantō-Erdbebens 1923 wurde.

## Schach
Lange nahm zwischen 1902 und 1914 an vorwiegend kleineren Schachturnieren teil. Die bekanntesten waren Hilversum 1903 und der 14. DSB-Kongress in Coburg, 1904.

## Go
Lange löste ein kompliziertes Go-Rätsel mit einer 22 Züge langen Lösung in einer Zeitung, das Lange und Edward Lasker bei der Suche nach einem Spiel mit ähnlich hoher Komplexität wie Schach gefunden hatten, wodurch Laskers Interesse an Go geweckt wurde. Gemeinsam versuchten Lange und Lasker, weitere Schachspieler für das Go zu interessieren, hatten jedoch zunächst keinen Erfolg. Erst bei einem Besuch des Schachweltmeisters Emanuel Lasker konnte dieser an Go interessiert werden. Moralisch unterstützt von Emanuel Lasker setzte sich Edward Lasker nach gescheiterten Plänen, Tokio zu besuchen, für die Entwicklung von Go in den Vereinigten Staaten ein und übernahm eine wichtige Rolle bei der Gründung der American Go Association. Lange brachte Go auch seinem Schwager Felix Dueball bei, der Dan-Stärke erreichte.